# Галлодет, Томас Хопкинс
Томас Хопкинс Галлодет (англ. Thomas Hopkins Gallaudet; 10 декабря 1787, Филадельфия, Пенсильвания — 10 сентября 1851, Хартфорд) — американский педагог. Вместе с Лораном Клерком и Мейсоном Когсуэллом стал соучредителем первого постоянного учреждения для обучения глухих в Северной Америке и стал его первым директором. 15 апреля 1817 года открылся «Приют Коннектикута (в Хартфорде) для образования и обучения глухих и немых людей», сейчас учреждение известно как «Американская школа для глухих».

## Биография
Учился в Йельском университете, получив степень бакалавра в 1805 году, окончив его в возрасте семнадцати лет с отличием, а затем получил степень магистра в Йельском университете в 1808 году. Занимался изучением права, торговли и теологии. В 1814 году окончил Андоверскую теологическую семинарию после двухлетнего курса обучения. Однако отклонил несколько предложений о пасторстве из-за опасений за своё здоровье.

## Американская школа глухих
25 мая 1814 года встретил Элис Когсуэлл, девятилетнюю глухую дочь соседа, доктора Мейсона Когсуэлла, когда приехал в дом своих родителей в Хартфорде, чтобы восстановиться после учебы в семинарии. В тот день, когда он увидел, что Элис играет отдельно от других детей, он захотел обучать её: стал объяснять как называются разные предметы, записывая их названия и рисуя их палкой на земле. Мейсон Когсуэлл был впечатлен и предложил ему продолжить обучение Элис летом. В то время как многие из его друзей стали пасторами или миссионерами за границей, Томас Галлодет нашел своё призвание дома{{efn|Галлодет позже писал другу, что школа для глухих стоит «на земле ада». Никакая другая цель, кроме спасения душ людей, не может быть названа наивысшей по значимости.
В 1815 году Мейсон Когсуэлл вместе с несколькими бизнесменами и священнослужителями попросил Томаса Галлодета отправиться в Европу, чтобы изучить методы обучения глухих студентов, особенно у семьи Брейдвуд в Шотландии. Оказалось, что Брейдвуды не желают делиться знаниями об их методе устного общения, а сам Томас Галлогет был ограничен в средствах. В то же время он также не был удовлетворен тем, что устный метод дал желаемые результаты. Ещё находясь в Великобритании, он встретил аббата Сикара, главу «Национального института глухих детей Парижа», и двух его глухих преподавателей, Лорана Клерка и Жана Массье. Сикар пригласил Томаса Галлодета в Париж для изучения школьного метода обучения глухих с использованием мануальной коммуникации. Впечатленный мануальным методом, он изучал методику преподавания у Сикара, а также язык жестов у Массье и Клерка, которые были высокообразованными выпускниками школы.
Уговорив Лорана Клерка сопровождать его, они отплыли обратно в Северную Америку. Двое мужчин, с помощью доктора Когсуэлла, совершили поездку по Новой Англии и успешно собрали частные и государственные средства для финансирования школы для глухих учеников в Уэст-Хартфорде, которая позже стала известна как «Американская школа для глухих» в 1817 году. Юная Элис Когсуэлл была одной из первых семи учениц этой школы.
В 1821 году женился на одной из своих бывших учениц, Софии, у пары было 8 детей.
После ухода с поста директора школы для глухих, в 1830 году написал образовательные и религиозные труды, стал капелланом в Коннектикутском приюте для душевнобольных в 1838 году и преподавал в Хартфорде. Фредерик Эдвин Чёрч был одним из его учеников в этот период.
Скончался в Хартфорде 10 сентября 1851 года в возрасте 63 лет и был похоронен на местном кладбище.

## Семья
Его младший ребенок Эдвард Майнер Галлодет (1837—1917) основал в 1864 году первый колледж для глухих, который в 1986 году стал называться Галлодетский университет, являлся его директором в течение 46 лет. Университет также предлагает образование для тех, кто учится в начальной, средней и старшей школе. Начальная школа в кампусе Галлодетского университета называется Kendall Demonstration Elementary School (KDES); средняя и старшая школа — Model Secondary School for the Deaf (MSSD). Также был во Франции с доктором Мейсоном Когуэллом.
У него был ещё один сын, Томас Галлодет, который стал епископальным священником и также работал для глухих.
Отец Питер Уоллес Галлодет был личным секретарем президента США Джорджа Вашингтона, когда его офис находился в Филадельфии.
Томас Хопкинс Галлодет был старшим из 13 детей. Имена его младших братьев и сестер: Эдгар (1789—1790), Чарльз (1792—1830), (безымянные близнецы, 1793), Кэтрин (1793—1856), Джеймс (1796—1878), Уильям Эдгар (1797—1821), Энн Уоттс (1800—1850), Джейн (1801—1835), Теодор (1805—1885), Эдвард (1808—1847) и Уоллес (1811—1816). Уильям Эдгар Галлодет окончил Йельский университет со степенью бакалавра в 1815 году.

## Наследие
- Всего за несколько дней до смерти получил почётную степень доктора права от Кейс-Вестерн-Резерв университет[17];
- Галлодетский университет был назван в его честь в 1894 году;
- Статуя Томаса Хопкинса Галлодета и Элис Когсуэлл, созданная Дэниелом Честером Френчем, находится перед Галлодетским университетом;
- Мемориал в честь 100-летия со дня рождения Томаса Хопкинса Галлодета был воздвигнут в 1887 году в «Американской школе для глухих»[18];
- В июне 1983 года Почтовая служба США выпустила почтовую марку серии Great Americans номиналом 20 центов в его честь;
- Gallaudet Hall, общежитие в Центральном государственном университете Коннектикута в Нью-Бритене, названо в его честь;
- Общежитие названо в его честь в Хартфордском университете в Уэст-Хартфорде.